# Naturtextilie
Naturtextilien sind Kleidungsstücke und textile Gebrauchsgegenstände, die nach besonderen Kriterien aus Naturfasern hergestellt werden. 

## Beschaffenheit
Naturfasern sind Fasern pflanzlicher oder tierischer Herkunft. Die Naturfasern sind  entweder unbehandelt oder im Falle einer chemischen Behandlung oder Veredelung an den Kriterien der untersten Stufe der Richtlinien Naturtextil IVN zertifiziert des Internationalen Verbandes der Naturtextilwirtschaft (IVN) oder des Global Organic Textile Standard (GOTS) zu orientieren. Auf jeden Fall muss damit die Durchlässigkeit der Faser gewahrt bleiben und die Ausrüstung darf keine Barriere beim Hautkontakt aufweisen (Klima- und Feuchtigkeitsausgleich).
Häufig verwendete Naturfasern sind Baumwolle aus kontrolliert biologischem Anbau (kbA) und Merinoschurwolle aus kontrolliert biologischer Tierhaltung (kbT). Gern werden diese Rohstoffe auch mit anderen Naturfasern, wie z. B. Maulbeerseide versponnen.